# JBS
JBS (NYSE: JBS) (B3: JBSS32) é uma empresa brasileira do setor de alimentos fundada em 1953 em Goiás. Seus negócios são divididos em três unidades fora do Brasil, por meio da JBS Foods International: a JBS USA, JBS Australia e JBS Canada. A empresa mantém operações atualmente em mais de 20 países, com vendas e produtos em mais de 180 países, em todos os 5 continentes.
A companhia opera no processamento de carnes bovina, suína, ovina, de frango, de peixe e plant-based, além de atuar no processamento de couros. Além disso, comercializa produtos de higiene e limpeza, colágeno, embalagens metálicas, biodiesel, entre outros, sendo uma das maiores indústrias de alimentos do mundo. Suas principais operações incluem as marcas Seara, Swift e Friboi.
Atualmente conta com cerca de 250 mil colaboradores e 500 unidades (entre fábricas e escritórios) em mais de 20 países em cinco continentes e atende mais de 275 mil clientes em aproximadamente 190 países.

## História

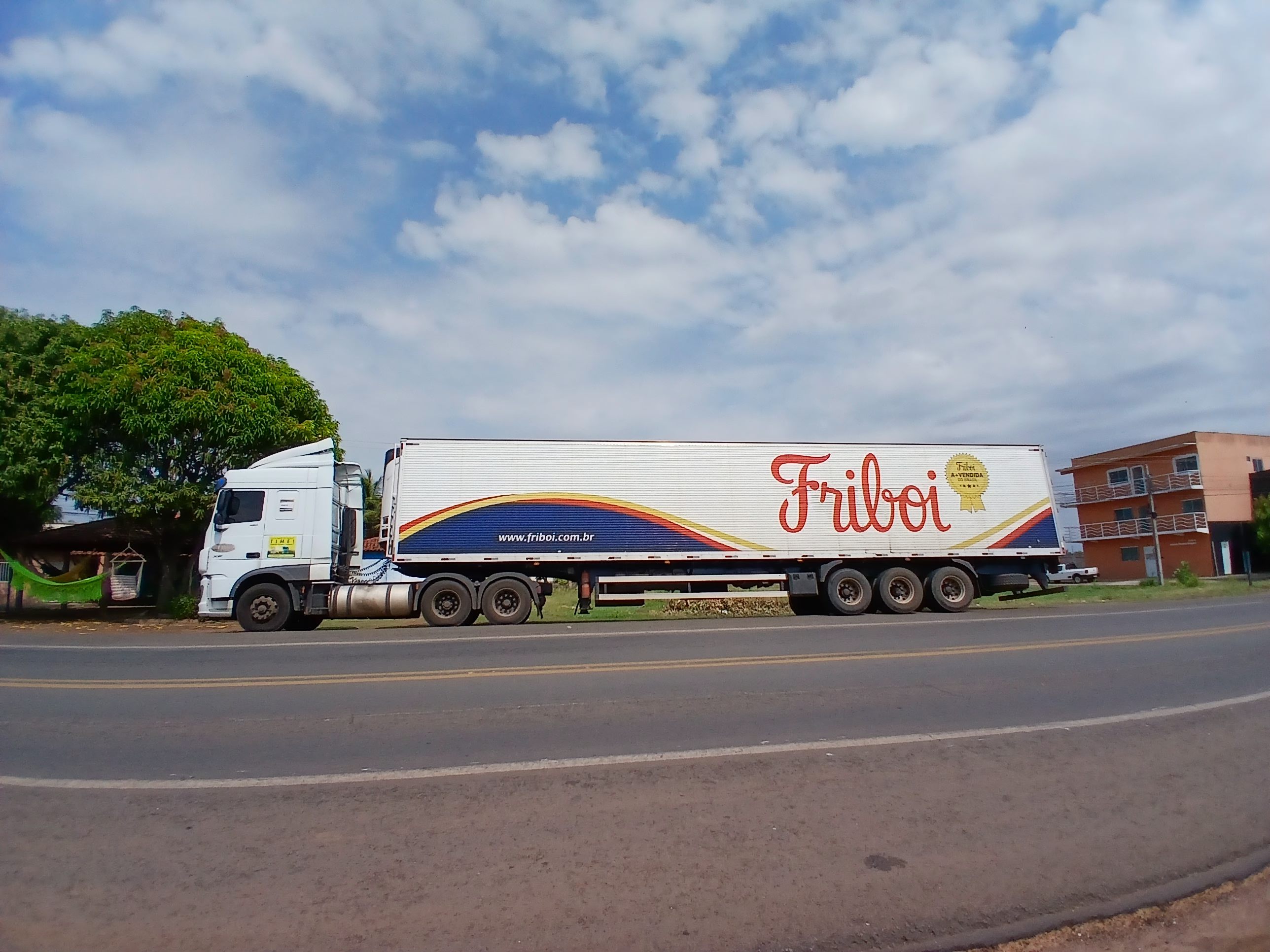
Caminhão da Friboi, uma das marcas do grupo.

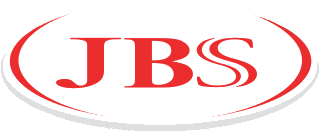
Antigo logotipo usado até 2023.

A origem se deu 1953 na cidade de Anápolis, no interior de Goiás, quando os irmãos Juvensor, Olinto e José Batista Sobrinho, que tinham expertise na compra e venda de gado, adquiriram um açougue na cidade, nomeado Casa de Carnes Mineira, com apoio da Prefeitura de Anápolis que lhe cedia o espaço para o abate. Os negócios se expandiram a partir da construção de Brasília, oportunidade que lhes permitiu comercializar carne para os acampamentos de trabalhadores montados pelas construtoras e empreiteiras que se instalaram na região com objetivo de construir a nova capital federal. Em 1957, Juvensor e José Batista Sobrinho partiram para Brasília, e o negócio prosperou, fundando um açougue no Mercado Municipal do futuro Distrito Federal. A instalação em Brasília obteve incentivos fiscais, "quatro anos de imposto livre". Olinto deixou a sociedade para se tornar corretor de imóveis. Com a demanda na capital federal em alta, os sócios remanescentes passaram do abate informal nos matos do Distrito Federal para um pequeno matadouro em Anápolis. A primeira grande aquisição dos irmãos Batista foi feita em 1969. O frigorífico Matadouro Industrial de Formosa estava para fechar em razão do descumprimento de normas sanitárias - o que diminuía o seu preço - mas a aquisição foi feita, mesmo assim, por que seu pai havia viajado para o Rio de Janeiro e combinado colocar "só uns tijolinhos" com a fiscalização responsável , uma história que sugere ter ocorrido pagamento de propina para que as regras não fossem efetivamente observadas. Com o crescimento do negócio, que quadruplicou o abate de 30 bois diários para 120, os irmãos passaram a ter uma fazenda e um escritório na principal praça de Formosa, e o nomearam de Friboi - que contém as palavras frigorífico e boi.
Em 1980, voltaram para o ramo com a aquisição de um frigorífico em Planaltina, e de uma fábrica de sabão em Luziânia. O detergente Minuano era feito a partir do sebo do boi. Em 1988, foi adquirido o segundo frigorífico, em Luziânia. Em 1993 o terceiro frigorífico foi arrendado em Anápolis do grupo Bourdon, um salto que quadruplicou a produção de 260 animais por dia para mais de mil. Os filhos de José Batista Sobrinho já tocavam boa parte do negócio. Em 1995, Juvensor deixou a sociedade, ficando com metade das fazendas e o gado de cria.
Em 1997, a Friboi arrendou a unidade de bovinos da Sadia em Barra do Garças em Mato Grosso. Em 1999, foi feita a aquisição do frigorífico Mouran, um dos mais tradicionais do país, em Andradina, no interior de São Paulo, perto da divisa com Mato Grosso do Sul – o que motivou a mudança da sede da empresa para São Paulo. Os grandes frigoríficos do país enfrentavam dificuldades, atribuindo a crise à concorrência desleal de pequenos matadouros que não pagavam impostos, dentre os quais alguns apontam à Friboi. A aquisição em São Paulo era estratégica para a internacionalização da empresa, que queria exportar carne, porque a Lei Kandir determinava a devolução do ICMS incidente sobre os produtos exportados, mas poucos estados respeitavam a lei. Como diferencial para reter os abatedouros em seu território e atrair investimentos, o Estado de São Paulo decidiu cumprir a legislação à risca. A partir de então a JBS passou a construir uma plataforma de produção de carne para dar início a seu processo de internacionalização.
Em setembro de 2005, a JBS chegou ao exterior ao adquirir as operações da Swift, na Argentina. Esse processo foi acentuado em 2007, quando a JBS tornou-se a primeira empresa de carnes do Brasil a abrir o capital e ter suas ações negociadas em bolsa, além de criar sua área de Relações com Investidores. Naquele mesmo ano a JBS tornou-se a maior empresa de processamento de carne bovina do mundo e a maior indústria brasileira de alimentos ao comprar a Swift, nos Estados Unidos, negócio que voltou a unificar mundialmente a marca, que passou a operar também na Austrália. Em dezembro de 2007 comprou 50% da italiana Inalca por 225 milhões de euros e entrou no mercado europeu de alimentos, porém em março de 2011 a JBS vendeu a sua participação na empresa por 219 milhões de euros, a justificativa da venda foi por desavenças com a Cremonini, que detinha os outros 50% da Inalca e por isso resolveram deixar o negócio.
Em março de 2008 a JBS fez duas aquisições no exterior, a primeira foi a compra de uma companhia de processamento de alimentos australiana, Tasman Group por 150 milhões de dólares, a segunda foi da divisão de bifes da americana Smithfield Foods por 565 milhões de dólares, no mesmo mês tentou comprar a americana National Beef por 560 milhões de dólares, porém em outubro de 2008 o Governo dos EUA resolveu barrar essa aquisição já que compra da National Beef pela JBS acarretaria em uma diminuição muito grande da concorrência do setor de carnes no país e consequentemente em um aumento de preços para os consumidores do país.
Em 2009, a JBS voltou ao mercado, dessa vez para incorporar as operações da Bertin no Brasil, e em setembro de 2009 assumiu o controle da Pilgrim's Pride nos Estados Unidos por 2,8 bilhões de dólares, estreando no segmento de frangos.
Em março de 2010, adquiriu a companhia australiana de carnes Rockdale Beef por 37,3 milhões de dólares.
Em março de 2011, após vender a sua participação de 50% na Italiana Inalca por 219 milhões euros, comprou 100% da empresa de alimentos embutidos italiana Rigamonti por um valor não revelado a imprensa, em maio de 2011 adquiriu a divisão de cosméticos e limpeza do Grupo Bertin por R$ 350 milhões, com a compra a JBS aumentou a sua atuação no ramo de bens de consumo como sabonetes, produtos de limpeza e outros, a divisão de cosméticos e limpeza da JBS se chama Flora onde já atua no ramo desde 1980. Originalmente uma divisão da JBS, tornou-se uma empresa independente dentro do Grupo J&F em 2007.
Em 2012, passa a atuar no segmento de aves no Brasil, ao assumir as unidades da Frangosul, Tramonto e Agrovêneto, e também expandir sua atuação na América do Norte ao adquirir a XL Foods, no Canadá. Neste mesmo ano, anunciou a compra das operações da Seara Brasil, ampliando sua atuação no mercado de carne de frango. A aquisição foi aprovada em setembro de 2013 sem nenhuma restrição.
Em dezembro de 2013, adquiriu por R$ 260 milhões a empresa paulista de alimentos Massa Leve.
Em julho de 2014, comprou da Ceu Azul Alimentos vários ativos de processamento de aves, incluindo duas fábricas de ração e três incubatórios, a operação custou 246 milhões de reais, no mesmo mês adquiriu todas as operações da Tyson Foods no Brasil e no México por 575 milhões de dólares, com a aquisição, diminui no Brasil a distância que tem da líder brasileira no mercado de aves, a BRF. Já no México a JBS passa a controlar mais três unidades industriais, dez centros de distribuição, mais de 5.400 empregados e passa a ser líder no mercado Mexicano de aves.
Em agosto de 2014, adquiriu a empresa de aves paranaense Belafoods por 105 milhões de reais, com a aquisição, assume uma unidade industrial e mais de 1.000 funcionários, além de expandir suas operações nos setor de aves.
Em 20 de novembro de 2014, realizou duas aquisições; a primeira, a compra de 100% da empresa australiana Primo Smallgoods – dona de marcas importantes dentro da Austrália e que atua com alimentos de valor agregado como presunto, bacon, salame, pizza e emprega 4.000 pessoas – por 1,250 bilhões de dólares, com a aquisição a JBS consolida ainda mais a sua liderança no mercado australiano; já a segunda aquisição foi a compra de 100% da companhia paranaense de processamento de aves Big Frango por 430 milhões de reais.
Em 21 de junho de 2015, a JBS anunciou a compra da empresa Moy Park que fica localizada na Irlanda do Norte e que pertencia a Marfrig por 1,5 bilhão de dólares.
Em 1 de julho de 2015, adquiriu nos Estados Unidos a divisão de suínos da Cargill por 1,45 bilhão de dólares à vista, nessa operação estavam incluídas duas unidades indústrias de processamentos de carne, cinco fabricas de ração, e quatro granjas de suínos, com a aquisição a empresa aumenta seu portfólio de produtos nos Estados Unidos.
Em 31 de maio de 2017, o grupo J&F Investimentos, controlador da JBS, aceitou pagar o valor de R$ 10,3 bilhões, no maior acordo de leniência já firmado no mundo, junto ao Ministério Público Federal (MPF). A empresa irá detalhar fatos investigados em cinco operações na qual vinha sendo investigada: Greenfield, Sépsis, Cui Bono, Carne Fraca e Bullish. O pagamento será iniciado em dezembro, e terá o prazo de 25 anos. Nesse período, os valores serão corrigidos pela inflação, o que, segundo o MPF, pode elevar o total para 20 bilhões de reais. Os 10,3 bilhões de reais correspondem à 5,62% do faturamento da J&F em 2016. Toda a multa resultante do acordo ficará no Brasil.
Em junho de 2017, a JBS anunciou a venda de ativos na Argentina, Paraguai e Uruguai para a rival Minerva Foods, para reduzir seu endividamento e levantar recursos; a mesma também informou a realização de um programa de desinvestimentos na ordem de R$ 6 bilhões.
Em 2021, foi incluída na Forbes Agro100 da Revista Forbes como a maior empresa do agronegócio brasileiro, com receita estimada em R$ 270,20 bilhões. No mesmo ano, fez um investimento de US$ 100 milhões em carne de laboratório através da empresa espanhola BioTech Foods.
Em janeiro de 2025, a JBS anunciou a conclusão da compra de 50% do controle acionário da Mantiqueira Brasil, 10ª maior produtora de ovos do mundo, com um investimento total de R$ 1.9 bilhão.

## Segmentos
JBS atua nos segmentos de carne bovina, suína, aves, peixes e ovinos, além de couro, colágeno, embalagens metálicas, biodiesel e transportes.

#### Proteína animal e vegetal
- Anglo[60]
- Bordon[60]
- Excelsior[61]
- Frangosul[62]
- Friboi[60][62][63]
- Swift[60][62]
- LeBon[62]
- Marca Target[60]
- Maturatta Friboi[60][62][64]
- Moy Park[62]
- Angus Friboi[62]
- Reserva Friboi[62]
- Do Chef! Friboi[62]
- Seara Alimentos[62][65]
- Apeti[60]
- Bertin[60]
- Organic Beef[62]
- Cabaña las Lilas[62]
- Tama[60]
- Sola[60]
- Hereford[60]
- Big Frango[62][66]
- marba[62]
- OZO[62]
- Denny[62]
- Incrível![62]
- Pilgrim's Pride[62]
- Vivera[62]
- Richmond[62]
- Just BARE[62]
- Primo Smallgoods[62]
- Kitut[9]
- Carioca[9]
- Fluminense[9]
- LeBon[9]
- Gradina[9]
- Confiança[9]
- Nhô Bento[9]
- Eder[9]
- Confiança[62]
- Buona Itália
- Rezende[62]
- Swift Black[62]
- Frigor Hans[62]
- La Herencia[62]
- AdapTable Meals[9]
- Gold’n Plump[62]
- Great Southern[62]
- O’Kane[62]
- Gold’n Plump[62]
- 5 Star[62]
- Huon Aquaculture[9][67]
- Andrews Meat[67]
- 1855[62][68]
- 1953[62]

#### Laticínios
- Doriana
- Delícia
- Franciscano
- Mesa
- Delicata
- Aspen Ridge[62]
- Plum Rose[62]
- Primor[9]
- Rezende[62]
- Ricca[9]
- Gradina[9]
- Salada[9]
- Cremosy[9]
- Cukin[9]
- Rigamonti[62]

#### Cosméticos e limpeza
- JBS Higiene & Limpeza (produz sabonetes e sabões)[9]
- BioBriz
- Lavarte
- Minuano (Flora)

#### Outros
- Anglo (vegetais)
- Funpet (ração para animais)
- JBS Biodiesel (produção de biodiesel)[9]
- JBS Couros
- Zempack (produção de latas de aço e aerossóis de aço e alumínio)[9]
- JBS Transportadora (transporte de animais vivos, contêineres, cargas secas, frigorificadas, além de couros)[9]
  - Uboi (voltado para pecuaristas de todos os portes para transporte de animais)[9]
- JBS Foods International
  - JBS USA
- NovaProm (produz e exporta colágeno bovino para mais de 40 países)[9]
- JBS Natural Casings (produz envoltório natural de origem bovina)[9]
- NoCarbon (empresa especializada em locação de caminhões elétricos, atua na distribuição de produtos da JBS e do varejo)[9]
- JBS Trading (comercializa matérias-primas nos segmentos alimentício, de higiene e limpeza, combustível, farmacêutico e celulose)[9]
- TRP (atua na aquisição de veículos novos para as empresas da JBS e na venda de caminhões e carretas seminovas)[9]
- Orygina (produz insumos para a indústria farmacêutica, oferece centros de pesquisas, desenvolvimento molecular, terapias genéticas e vacinas e exportação de meios de cultura)[9]
- Campo Forte Fertilizantes (produz fertilizantes a partir de resíduos orgânicos gerados em suas fábricas)[9]
- Genu-in (produção de peptídeos de colágeno e gelatina voltados ao mercado nutracêutico)[9][69]
- MassaLeve (empresa do segmento de massas frescas)

## Controvérsias

### Operação Lava Jato
A JBS e seus proprietários estão envolvidos no maior escândalo político do Brasil, envolvendo um Presidente da República em exercício, assim como um Senador da República. Apesar de não envolver valores tão vultosos quanto o maior escândalo de corrupção da história recente do país no Petrolão, os desvios realizados pelo Partido dos Trabalhadores e seus aliados na Petrobras e o escândalo da JBS são fatos comparáveis, uma vez que a delação premiada de Joesley Batista atingiu diretamente o Presidente Michel Temer, incluindo gravações de áudio e vídeo extremamente comprometedoras. Além do Presidente Temer, o Senador Aécio Neves, alvo da Operação Patmos, também foi citado e gravado pelo delator.

### Meio ambiente
Apesar de receber prêmios de sustentabilidade e ter anunciado que cortaria suas emissões de carbono até 2040, a JBS vem aumentando suas emissões e em 2022 sua pegada de carbono era maior que a da Itália. Muitas de suas políticas ambientais são consideradas uma forma de greenwashing.

## Premiações
- Marketing Best 2014 com slogan "Friboi, carne confiável tem nome"[82]
- Troféu Ponto Extra 2012[83]
- Maior Empresa de Alimentos e de Capital Aberto do Brasil[84]
- Maior Empresa de Alimentos do Brasil pelo Ranking Valor 1000[85]
- Prêmio Fimec 2012 [86]
- Empresa que melhor se relaciona com a imprensa [87]